# Olga Skabejeva
Olga Vladimirovna Skabejeva, född 11 december 1984 i Volzjskij, Volgograd oblast, Sovjetunionen, är en rysk TV-presentatör och politisk kommentator.